# Balaão

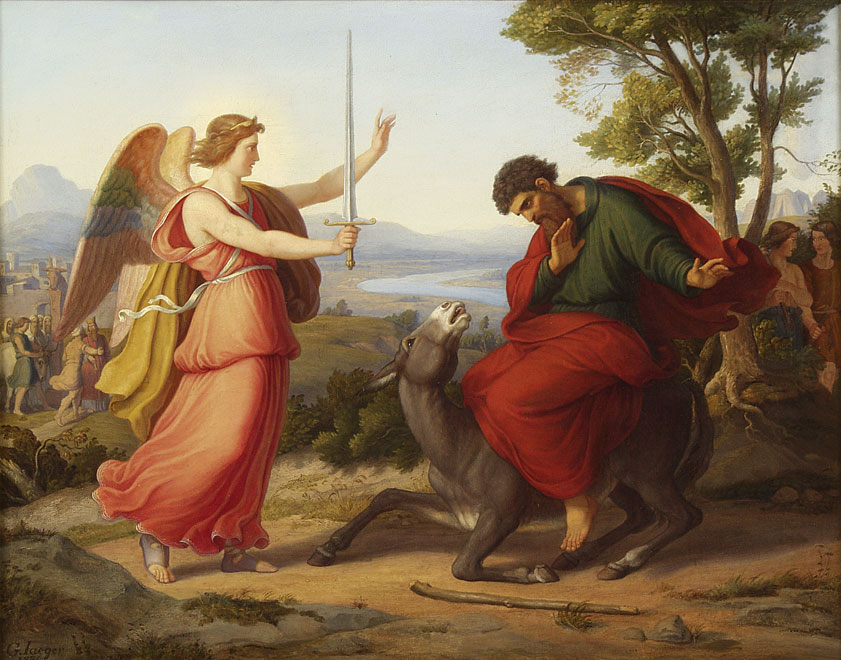
Balaão e o Anjo, numa pintura de Gustav Jäger, de 1836.

Balaão (em hebraico: בִּלְעָם; romaniz.: Bīlʿām), é um personagem do Livro dos Números, quarto livro da Torá. Balaão foi o profeta a quem Balaque deu instrução para amaldiçoar o povo de Israel. Contudo por revelação divina, Deus lhe aparecia e determinava que o povo de Israel fosse abençoado por ele, profetizando a grandeza daquele povo, o que irritou Balaque. Ele se autodenominava "homem de olhos abertos" por ter visões de Deus e se prostrar diante dele de olhos abertos.
Balaão não amaldiçoou o povo, mas foi seduzido pelas ofertas financeiras do rei a ponto de novamente ir no caminho para por tropeço ao povo de Israel pelos seus serviços sacerdotais. No meio do caminho, pela boca de uma jumenta, Balaão tem mais uma revelação de Deus contra o seu propósito de ir se encontrar com Balaque.
Balaão não chegou a amaldiçoar o povo de Israel, pois por divina revelação Deus não o permitiu, contudo Balaão ensinou aos inimigos de Israel como fazê-los cair e perder a proteção do Altíssimo. As mulheres de fora de Israel eram formosas e fariam o povo de Israel cair em prostituição. E por intermédios dessas mesmas mulheres haveria a promiscuidade com ídolos.
Ele foi morto pelo exército de Israel juntamente com os reis midianitas e boa parte deste povo.

## Balaão em Apocalipse
Uma das citações sobre Balaão no Novo Testamento é em Apocalipse 2:14:
"entretanto, algumas coisas tenho contra ti; porque tens aí os que seguem a doutrina de Balaão, o qual ensinava Balaque a lançar tropeços diante dos filhos de Israel, introduzindo-os a comerem das coisas sacrificadas a ídolos e a se prostituírem."